# Pusztamiske, Veszprém
Pusztamiske  este un sat în districtul Devecser, județul Veszprém, Ungaria, având o populație de 435 de locuitori (2011). 

## Demografie
Componența etnică a satului Pusztamiske
     Maghiari (86,85%)
     Romi (12,47%)
     Germani (0,68%)
Componența confesională a satului Pusztamiske
     Romano-catolici (37,24%)
     Luterani (8,05%)
     Fără religie (5,75%)
     Reformați (4,14%)
     Necunoscută (44,83%)
     Alte religii (1,15%)
Conform recensământului din 2011, satul Pusztamiske avea 435 de locuitori. Din punct de vedere etnic, majoritatea locuitorilor (86,85%) erau maghiari, cu o minoritate de romi (12,47%). Nu există o religie majoritară, locuitorii fiind romano-catolici (37,24%), luterani (8,05%), persoane fără religie (5,75%) și reformați (4,14%). Pentru 44,83% din locuitori nu este cunoscută apartenența confesională.